# Elgin (Teksas)
Elgin je grad u američkoj saveznoj državi Teksas. Prema popisu stanovništva iz 2010. u njemu je živjelo 8.135 stanovnika.